# Mom and Dad
Mom and Dad is een Amerikaanse seksuele voorlichtingsfilm voor tieners uit 1945 gemaakt door exploitatie-producent Kroger Babb. De film wordt gezien als de eerste seksuele voorlichtingsfilm.
Tijdens voorstellingen werden jongens en meisjes apart van elkaar gezet en tijdens de pauze beantwoordde seksuoloog Elliot Forbes verdere vragen. Het idee was een enorm succes, wat betekende dat grotere filmstudio's ook Babb probeerden in te huren.

## Rolverdeling
| Acteur             | Personage      | Beschrijving                                  |
| ------------------ | -------------- | --------------------------------------------- |
| Hardie Albright    | Carl Blackburn | leraar                                        |
| Lois Austin        | Sarah Blake    | moeder                                        |
| George Eldredge    | Dan Blake      | vader                                         |
| June Carlson       | Joan Blake     | meisje                                        |
| Jimmy Clark        |                | broer van Joan                                |
| Bob Lowell         | Jack Griffin   | piloot                                        |
| Jane Isbell        | Mary Lou       | vriendin van Joan                             |
| Jimmy Zaner        | Allen Curtis   | Joan's vaste vriend                           |
| Robert Filmer      | McMann         | hoofdinspecteur                               |
| Willa Pearl Curtis | Junella        | de Afro-Amerikaanse meid van de familie Blake |
| Virginia Van       | Virginia       | Dave's vriendin                               |
| Forrest Taylor     | Dr. Ashley     | verloskundige                                 |
| Jack Roper         | coach          |                                               |